# Joachim von Jagow
Joachim von Jagow (* 1. März 1931 in Leipzig) ist ein ehemaliger deutscher Politiker und Funktionär der DDR-Blockpartei LDPD. Er war von 1973 bis 1989 Vorsitzender des Bezirksvorstandes Dresden, Mitglied des Zentralvorstandes der LDPD und Abgeordneter des Bezirkstages Dresden.

## Leben
Jagow erlernte nach dem Besuch der Volksschule den Beruf des Möbeltischlers. Er studierte an der Hochschule für industrielle Formgestaltung in Halle mit dem Abschluss als Diplom-Architekt. Er arbeitete dann als Architekt im VEB Halle-Projekt. 
Im Jahr 1960 wurde er Mitglied der Liberal-Demokratischen Partei. Von 1963 bis 1973 gehörte er dem Bezirkstag Halle als Abgeordneter an und fungierte von 1967 bis 1973 als Mitglied des Rates des Bezirkes Halle und Leiter der Abteilung örtliche Versorgungswirtschaft.
Am 29. Juni 1973 wurde er zum Vorsitzenden des LDPD-Bezirksvorstandes Dresden gewählt und am 23. Oktober 1973 von der 7. Sitzung des Zentralvorstandes der LDPD als Mitglied in den Zentralvorstand kooptiert. Von 1976 bis 1990 war er Abgeordneter des Bezirkstages Dresden.

## Auszeichnungen in der DDR
- 1974 Vaterländischer Verdienstorden in Bronze, 1979 in Silber und 1988 in Gold